# Johannes Geiss

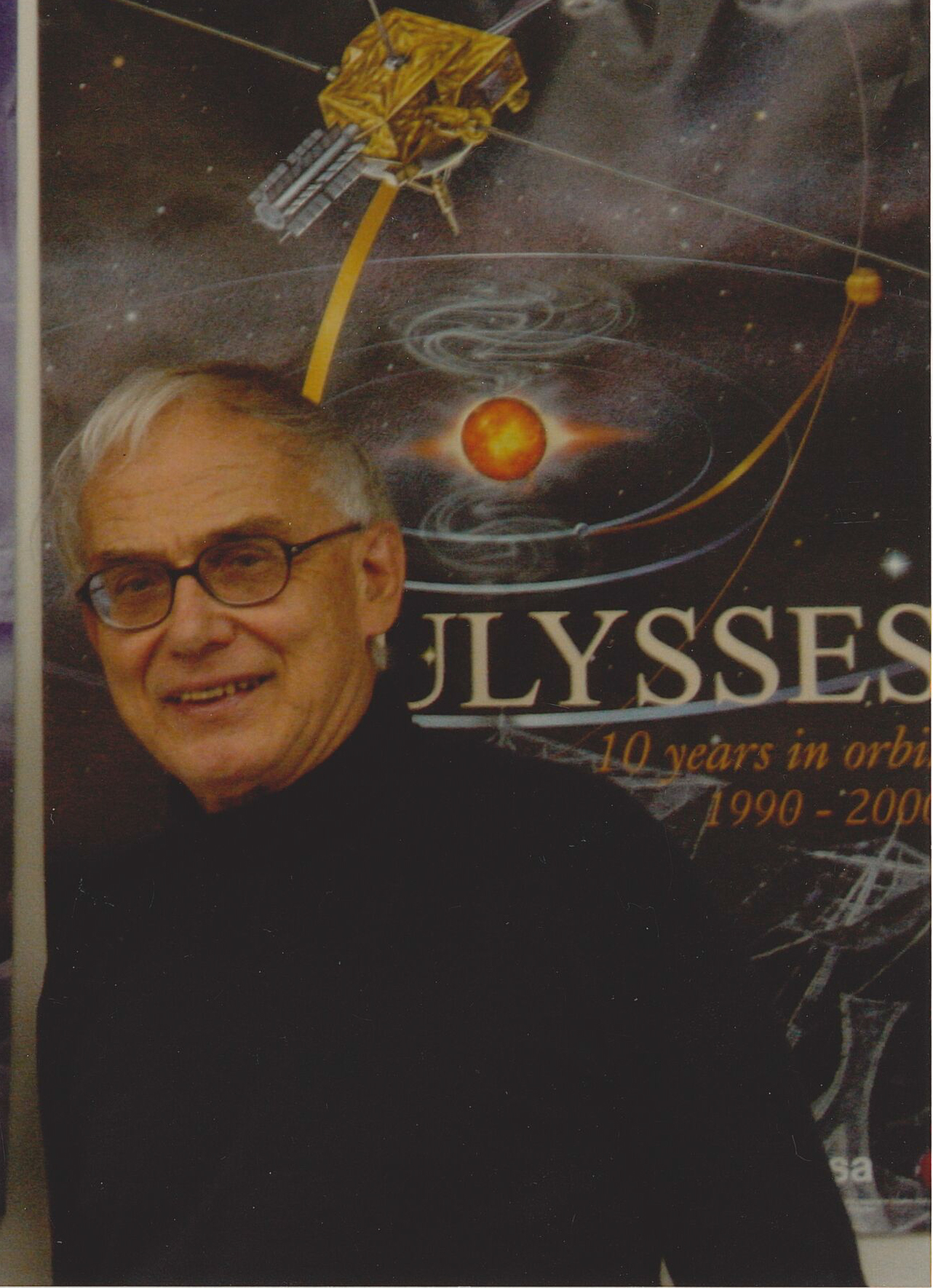
Johannes Geiss (2002)

Johannes Geiss (* 4. September 1926 in Stolp; † 30. Januar 2020 in Bern) war ein deutsch-schweizerischer Physiker.

## Leben
Geiss studierte Physik in Göttingen, wo er 1953 mit einer Arbeit zu Isotopenanalysen an „gewöhnlichem Blei“ promovierte. Er forschte anschließend in den Bereichen Geochronologie an der Universität Bern und der University of Chicago. Von 1958 bis 1959 war Geiss Associate Professor an der University of Miami und forschte an der Klimageschichte der Erde. 1960 kam er an die Universität von Bern zurück und war dort 31 Jahre lang bis 1991 ordentlicher Professor und von 1966 bis 1989 Direktor des Physikalischen Instituts. Von 1995 bis 2002 war Geiss Co-Direktor am International Space Science Institute in Bern. 1981 wurde er in der Schweiz eingebürgert.
In den 1960er Jahren lieferte er als erster die Zusammensetzung von Edelgasen im Sonnenwind und war mit dem Sonnenwindsegel an fünf Apollomissionen wissenschaftlich tätig. Geiss bestimmte zusammen mit Hubert Reeves die kosmische Häufigkeit von Deuterium und berechnete die baryonische Dichte von 0,2 Atomen pro Kubikmeter.

## Auszeichnungen
- 2001 Albert-Einstein-Medaille[5][6]
- 2005 William Bowie Medal[7]

## Ehrungen und Mitgliedschaften
- 1978: Mitglied der National Academy of Sciences[8]
- 1978: Mitglied der American Academy of Arts and Sciences
- 1989: Mitglied der Academia Europaea[9]
- 1989: Korrespondierendes Mitglied der Österreichischen Akademie der Wissenschaften[10]
- 2019: Ehrung der Universität Bern CH, Bronzeplastik des Künstlers Horst Bohnet[11]